# Château de Haute-Sage
Le château de Haute-Sage est un château situé sur la commune de Haux, en Gironde, dans la région naturelle de l'Entre-deux-Mers.

## Localisation
Le château de Haute-Sage est édifié sur une hauteur du coteau dominant la Garonne à environ 1 km au sud du bourg. Il est accessible par les routes départementales D10 de Latresne à Saint-Macaire puis D239 à partir de Langoiran et le chemin dit « de Régis ». 

## Architecture
D'aspect évoquant la fin du XVIe siècle ou le début du XVIIe siècle, le château fut peut-être édifié sur une base plus ancienne. 
Le château est composé d'un bâtiment central flanqué de chaque côté d'un pavillon carré. Une dépendance prolonge la façade sud. Sur cette même façade, on trouve une porte encadrée de deux pilastres et surmontée d'une corniche à gouttes. Derrière cette porte, on accède aux étages par un escalier. Celui-ci se prolonge dans une tourelle carrée par un escalier à vis. La présence d'une tourelle contenant un escalier à vis serait un indice attestant une origine du château antérieure au XVIe siècle. Une chapelle aurait autrefois existé à l'extrémité sud des dépendances situées à l'est du château.

## Protection du patrimoine
Le château est inscrit au titre des monuments historiques par arrêté du 29 août 1984. C'est une propriété privée. La protection concerne les façades, les toitures, les cheminées des deux salons du rez-de-chaussée et de la cuisine .

## Château viticole
Le château de Haute-Sage abrite un domaine viticole du vignoble de l'Entre-deux-Mers producteur des appellations cadillac (AOC) et premières-côtes-de-bordeaux (AOC),.